# Ilià Txernixov
Ilià Ievguenievitx Txernixov (en rus: Илья Евгеньевич Чернышов) (Pavlodar, 9 de juny de 1985) va ser un ciclista kazakh que fou professional del 2005 al 2008. Va combinar la carretera amb la pista. Va participar en els Jocs Olímpics de 2004.

## Palmarès en carretera
- 2006
  - Medalla d'or als Jocs Asiàtics de Doha en contrarellotge per equips (amb Alexandr Dymovskikh, Dmitri Grúzdev i Andrei Mizúrov)
  - 1r a la Volta a Egipte i vencedor d'una etapa

## Palmarès en pista
- 2008
  - Campió asiàtic en Puntuació